# 厄利垂亞護照
厄利垂亞護照是厄利垂亚簽發給其公民用於國外旅行的證件。公民只有服完兵役後方會獲簽護照。

## 格式與外觀
厄利垂亞護照封面頂部和底部分別用3種官方語言印有國名“厄利垂亞”（英語：ERITREA，提格雷語：ኤርትራ）和“護照”（英語：PASSPORT，提格雷語），英語文字均位於上一行居中，提格雷語和阿拉伯語文字分別在下一行左右兩端。封面中部印有厄立特里亚国徽。

## 簽證要求
根据2025年1月8日发布的亨利护照指数，厄利垂亚护照可免签证、落地签证或电子签证入境42个国家和地区，位居世界第98。

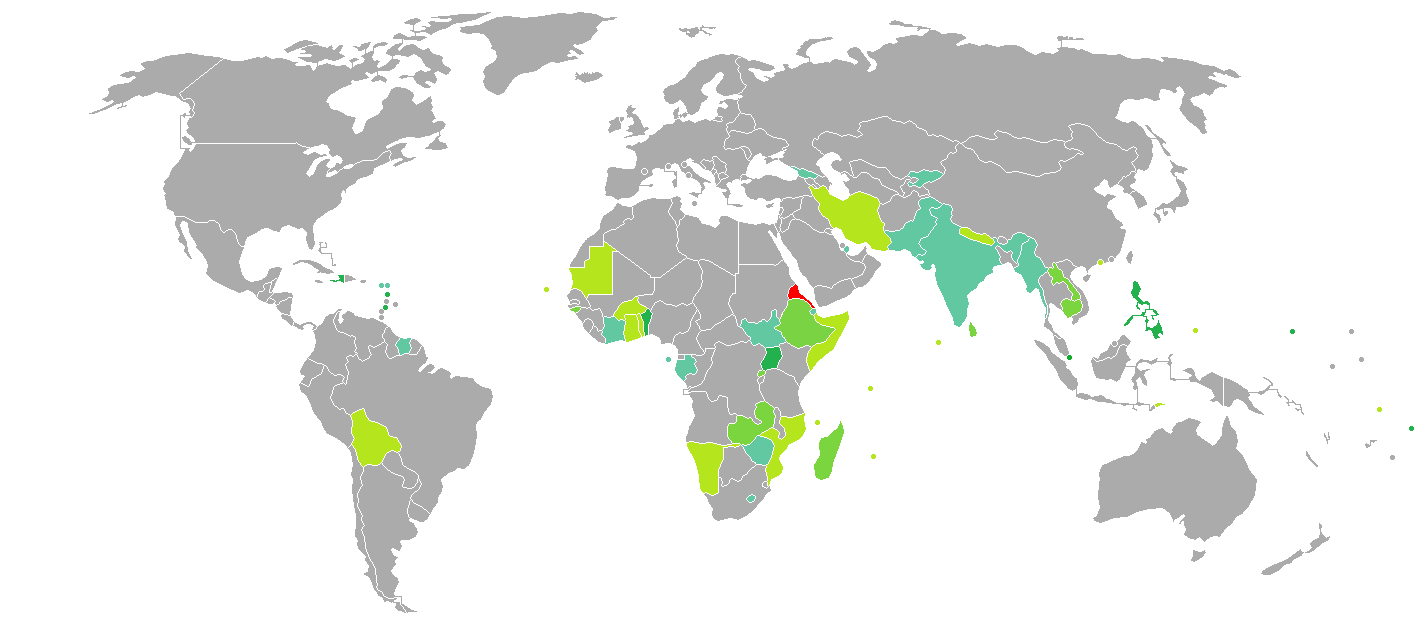
厄利垂亞公民簽證要求